# الألعاب الأوروبية
الألعاب الأوروبية (بالفرنسية: Jeux européens ؛ بالإنجليزية: European Games) هي دورة ألعاب متعددة الرياضات، تأسست في 2012 ويتم تنظيمها كل أربع سنوات من قبل منظمة اللجان الأولمبية الأوروبية.
النسخة الأولى ستنظم في 2015 في باكو (أذربيجان) أين سيلتقي الرياضيين المحتفرين ل49 دولة أوروبية. فكرة إنشاء هذه الألعاب استلهمت من دورة الألعاب الآسيوية ودورة الألعاب الأمريكية وتعود لسنة 2009 من قبل الآيرلندي باتريك هايكي رئيس منظمة اللجان الأولمبية الأوروبية. لحد إنشاء هذه الألعاب، تعتبر أوروبا القارة الوحيدة التي لا تملك ألعابها الخاصة.

## الرياضات
الرياضات الموجودة أسفله هي التي سيتم تنظيمها في نسخة 2015:
| - كرة ريشة - ملاكمة - كانو-كاياك - سباق الدراجات الهوائية - كمال أجسام - مبارزة سيف الشيش - جمباز - جودو - ألعاب قوى - كرة السلة - كرة قدم شاطئية - مصارعة - سباحة - المصارعة الحرة | - سباحة متزامنة - غطس - سامبو - نبالة - كرة الماء - كاراتيه - سباعيات الرجبي - إطلاق النار - تايكوندو - كرة طاولة - نبالة - سباق ثلاثي - كرة طائرة - المصارعة اليونانية الرومانية |

## الدورة
| الدورة         | السنة | الدولة          | التاريخ       | الدول المشاركة | عدد الرياضيين                           | عدد الرياضات | عدد الاختبارات |
| -------------- | ----- | --------------- | ------------- | -------------- | --------------------------------------- | ------------ | -------------- |
| الدورة الأولى  | 2015  | باكو - أذربيجان | 12 - 28 يونيو | 49             | المجموع: 293 5 رجال: 716 2 سيدات: 577 2 | 30           | 253            |
| الدورة الثانية | 2019  | هولندا          |               |                |                                         |              |                |